# Inézic
Inézic est une petite île du golfe du Morbihan appartenant au domaine maritime.

## Situation
Inézic se situe près de la rive gauche de la rivière de Noyalo, à 250 mètres, à l'ouest de la pointe de la Garenne de la commune de Le Hezo et à 300 mètres de la presqu'île de la Garenne à Montsarrac sur la commune de Séné.

## Toponymie
Inézic, qui signifie petite île en breton, s'appelait au XIXe siècle, Île du Hézo. Ce qui en breton se dit Enez ar Hezo et signifie l'Île de la Boulaie.